# Дубини, Донателло
Донателло Дубини (итал. Donatello Dubini; 1955, Цюрих — 2011, Кёльн) — швейцарский кинорежиссёр и документалист. Свои фильмы снимал в тесном сотрудничестве с братом Фоско Дубини.

## Биография
с 1975 по 1977 год учился в Киноакадемии в Вене, а с 1979 года изучал киноведение в Кёльнском университете. Дипломную работу он посвятил кинодокументалисту Рихарду Диндо.
Свой первый документальный фильм снял о местном движении против атомной электростанции в городе Гёсген, который создал в 1978 году вместе со своим братом. Затем последовали документальные фильмы о пропавшем итальянском физике Этторе Майоране, атомном шпионе Клаусе Фуксе и баварском короле Людвиге II, созданный в стилистике «горного фильма».
Поздние произведения братьев Дубини обращались к темам, связанным с кино и литературой. Так появились документальные фильмы об актрисах Джин Сиберг, Хеди Ламарр и писателе Томасе Пинчоне. 
В 2001 они экранизировали дневник известной путешественницы и исследовательницы Аннемарии Шварценбах, назвав его «Путешествие в Кафиристан». Последний фильм — «Великое наследие» — в первой части посвящён истории семьи братьев Дубини, а в следующей части — жизни и проблемам иммигрантов.
Постоянный участник кинофестиваля в Золотурне.
Дубини был членом-учредителем Кёльнского кинодома (нем. Kölner Filmhaus) и членом киноинициативы «Другой взгляд» (нем. Der andere Blick).

## Фильмография
- 1978 — Gösgen — Ein Film über die Volksbewegung gegen Atomkraftwerke
- 1986 — Исчезновение Этторе Майорана / Das Verschwinden des Ettore Majorana
- 1990 — Клаус Фукс — атомный шпион / Klaus Fuchs - Atomspion
- 1993 — Людвиг 1881 / Ludwig 1881 (художественный фильм)
- 1995 — Джин Сиберг: Американская актриса / Jean Seberg: American Actress
- 2001 — Томас Пинчон: Путешествие по душе Пинчона / Thomas Pynchon: A Journey Into the Mind of P.
- 2001 — Путешествие в Кафиристан / Die Reise nach Kafiristan (художественный фильм)
- 2005 — Хеди Ламарр: Тайны голливудской звезды / Hedy Lamarr: Secrets of a Hollywood Star
- 2011 — Великое наследие / Die große Erbschaft

## Награды
- 1987 — Премия земли Северный Рейн-Вестфалия для молодых художников
- 1990 — Приз Баварского кинофестиваля[нем.] за док. фильм «Клаус Фукс — атомный шпион» (вместе с Фоско Дубини и Вольфгангом Майером).